# جيفري راينر
جيفري راينر (بالإنجليزية: Jeffrey Reiner)‏ هو كاتب سيناريو ومونتير ومخرج أمريكي، ولد في القرن العشرين.

## وصلات خارجية
- جيفري راينر على موقع IMDb (الإنجليزية)
- جيفري راينر على موقع ألو سيني (الفرنسية)
- جيفري راينر على موقع أول موفي (الإنجليزية)
- جيفري راينر على موقع قاعدة بيانات الأفلام السويدية (السويدية)
- جيفري راينر على موقع قاعدة بيانات الفيلم (الإنجليزية)
- جيفري راينر على موقع كينوبويسك (الروسية)